# Artena convergens
Artena convergens là một loài bướm đêm trong họ Erebidae.